# 飛永翼
飛永 翼（とびなが つばさ、1983年〈昭和58年〉2月13日 - ）は、日本のお笑いタレント。お笑いコンビ・ラバーガールのツッコミ担当。相方は大水洋介。静岡県掛川市（旧・小笠郡大東町）出身。プロダクション人力舎所属。

## 略歴
静岡県立掛川工業高等学校卒業。
小学校時代からネタ番組は大好きで、『GAHAHAキング 爆笑王決定戦』などをよく見ていた。中学時代には友人とコンビを組み、ネタのカバーを人前で披露していた。高校1年時、憧れていた爆笑問題が所属する事務所・タイタンへ電話するも、高校を卒業していないとダメだとオーディションを断られた。
その後にインターネット検索で人気芸人が所属する事務所を調べたところ、プロダクション人力舎が見つかって「ここに入るしかない」と思い人力舎の運営する養成所・スクールJCAに入学。相方・大水とは在籍中に出会い、授業中に大きな声で変わったことをやっていた大水を誘って現在のコンビを結成。大水の方は飛永と初対面の際、「緑色のジャージを着た変な人」という印象を抱いていた。
2010年2月6日、「GRABAKA」での格闘技歴2年の経験で「DEEP」のグラップリングマッチである「DEEP X」に参戦。
2012年7月14日、一般女性との入籍を自身のブログで発表した。
2016年7月27日、第1子男児が誕生。

## 芸風
『エンタの神様』のプロデューサー・五味一男は、「強くないツッコミを早く的確なタイミングで繰り出す飛永のスタイルは、最近にない新しさがある」と評している。

## 人物
- 身長170 cm、体重70 kg。BWHはそれぞれ89・80・93。足26 cm、頭55.5 cm。
- 実家は「釣り餌店」経営。また幼少期からあまり裕福でなく、所謂貧乏な家庭で育ったという。
- We Can☆47で共演した中嶋春陽とは交友関係があり、Twitterでやりとりを行う場面もある。
- 後輩のみそ市川（おみおつけ）とは同郷で同事務所のため非常に仲が良く、Twitterでやりとりを行う場面もある。
- 漫画家の江口寿史や、声優の千葉進歩に顔が似ている。
- 現在は芸人としての活動のほか、スクールJCAの講師も務めている[6]。
- 20年来の熱心な横浜DeNAベイスターズファン。毎年2月にキャンプ地を訪れているが、仕事に絡ませないようにしている。

## 出演
コンビでの出演歴についてはラバーガールを参照。

### バラエティ
- 踊る!さんま御殿!!（2013年11月26日、日本テレビ） - 「昔、貧しかった芸能人」の括りで出演[7]。
- ニッポン戦後サブカルチャーII（2015年10月- 11月、Eテレ）

### ドラマ
- 乾杯戦士アフターV（2014年4月7日 - 6月22日、東名阪ネット6・5いっしょ3ちゃんねる） - トレジャーグリーン 役
  - 新★乾杯戦士アフターV（2015年10月3日 - 12月19日）
- スーパーサラリーマン左江内氏 第2話（2017年1月22日、日本テレビ）
- ノーサイド・ゲーム 第4話（2019年8月4日、TBS） - 坂口 役
- 来世ではちゃんとします（2020年1月9日 - 3月26日、テレビ東京） - 檜山トヲル 役
  - 来世ではちゃんとします2（2021年8月12日 - 9月30日）[8]
  - 来世ではちゃんとします お正月初夢SP（2022年1月1日）[9]
  - 来世ではちゃんとします3（2023年1月5日 - 3月23日）[10]
- 婚活探偵 第4話（2022年1月29日、BSテレ東）
- 月曜プレミア8 今野敏サスペンス 暁鐘 警視庁強行犯係・樋口顕（2022年4月4日、テレビ東京） - 林和義 役
- 探偵が早すぎる 春のトリック返し祭り 第4話 (2022年5月5日、読売テレビ) - 江本 役
- 女王の法医学〜屍活師〜3（2022年7月3日、テレビ東京） - 住田透 役[11]
- ブラックペアン シーズン2 第2話（2024年7月14日、TBS） - 佐藤 役[12]
- ベイビーわるきゅーれ エブリデイ!（2024年9月5日 - 11月21日、テレビ東京） - 須佐野 役[13][14]
- 離婚弁護士 スパイダー 〜慰謝料争奪編〜 第2話（2024年10月12日、日本テレビ） - 清川健司 役[15]
- イグナイト -法の無法者- 第9話・第10話（2025年6月13日・20日、TBS） - 秘書・北村 役[16]
- 能面検事 第6話 - 最終話（2025年8月15日 - 29日〈予定〉、テレビ東京） - 成島貴一 役[17]

### 映画
- ぱいかじ南海作戦（2012年） - アパの元婚約者 役
- オケ老人!（ファントム・フィルム、2016年11月11日公開） - アリノ 役 [18]
- ベイビーわるきゅーれシリーズ - 須佐野 役
  - ベイビーわるきゅーれ（2021年）
  - ベイビーわるきゅーれ 2ベイビー（2023年）[19]
  - ベイビーわるきゅーれ ナイスデイズ（2024年）[20]
- 映画刀剣乱舞 -黎明-（2023年） - 各務 役

### インターネット番組
過去のレギュラー番組
- プン吉の秘密基地（OPENREC.tv：2017年3月7日 - 6月27日） - 声の出演、プン吉 役[21]

### その他
- 光浦靖子のマッタン相談所（auヘッドライン）

### CM
- モンダミン（2018年）
- サントリー「サントリーオールフリー」（2023年）[22]